# Acta Sanctorum

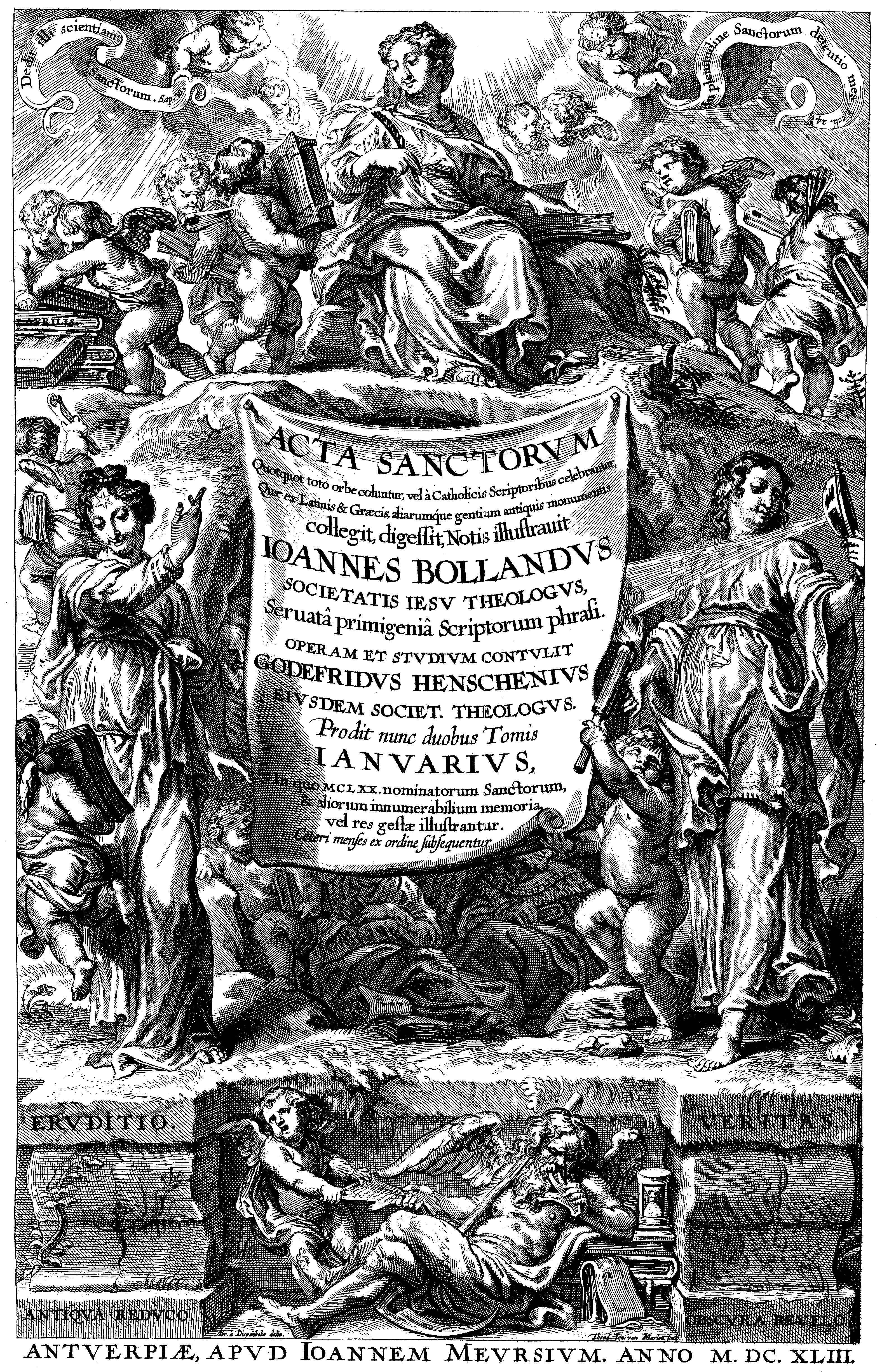
Acta Sanctorum (IANUARIUS 1643)

L'Acta Sanctorum, o actes dels sants, és una publicació començada el 1643 per Jean Bolland i continuada pels bol·landistes, dedicada a estudiar i a editar críticament les vides dels sants de l'antiguitat i de l'edat mitjana, per l'ordre dels dies de l'any en què és celebrada llur festa.

## Mètode de treball
Els bol·landistes eren membres de la Companyia de Jesús . La jerarquia dels associats tenia al capdavant un cap com primus inter pares (sènior), ajudat per un procurador i un bibliotecari.
L'organització del treball va adoptar un mètode capaç de garantir la publicació regular de les actes dels sants. En el primer període, l'estudi dels sants es va limitar a l'hagiografia grega i llatina, deixant de moment l'oriental en altres llengües. El material era immens: 9.000 textos llatins, ja publicats i anotats, per sotmetre a anàlisis; 1.900 grecs encara per examinar, juntament amb altres recopilacions i col·leccions d'hagiografia, com a calendaris, martirologis, sinaxaris, menologis, passionaris i llegendaris. A més calia ampliar el coneixement dels textos consultant els impresos i manuscrits existents fora de Bèlgica. Per aquesta raó els pares Henschen i Papenbroeck van emprendre en 1660 un llarg viatge per Alemanya, Itàlia i França, detenint-se especialment a Roma, on van poder consultar, a més de les biblioteques Vaticana i Valliceliana, nombroses col·leccions particulars. En aquest viatge al que van seguir uns altres en 1668, 1752, i uns altres, van poder reunir abundant material transcrivint escrits en part o íntegrament, amb l'ajuda d'experts per als textos grecs. Així van aconseguir més de 400 còpies de manuscrits que van enriquir els fons de la biblioteca, repertoris i abundant correspondència informativa.
L'ordre del treball i la redacció de les actes dels sants procedien així: s'elaborava en primer lloc una llista dels sants commemorats en cadascun dels dies del calendari, investigant exhaustivament els martirologis i documents litúrgics, i eliminant les commemoracions repetides o equivocades i els sants duplicats o fora de lloc. Es confeccionaven després dues llistes: una dels sants del dia i una altra dels praetermissi (omesos), és a dir, dels sants que es traslladaven a un altre dia o l'estudi del qual es diferia per falta de documentació. Després s'escrivia la vida del sant, extraient-la dels documents (acta passiones, vitae), i redactant una edició crítica: durant el primer període els bol·landistes es van limitar a seleccionar el text millor entre els pocs disponibles. Les acta en llengua grega es van presentar en una traducció llatina, ja existent o realitzada per ells mateixos, per als sants dels dos primers mesos de l'any, ja que només en els toms de març van aparèixer els textos originals. Quan mancaven els documents biogràfics s'estudiava la figura del sant, usant tot el material reunit referent a la seva història i culte (sylge critica). Els textos anaven acompanyats d'un comentari (commentarius previus) que tractava de l'autor, època, lloc i autenticitat.

## Edicions

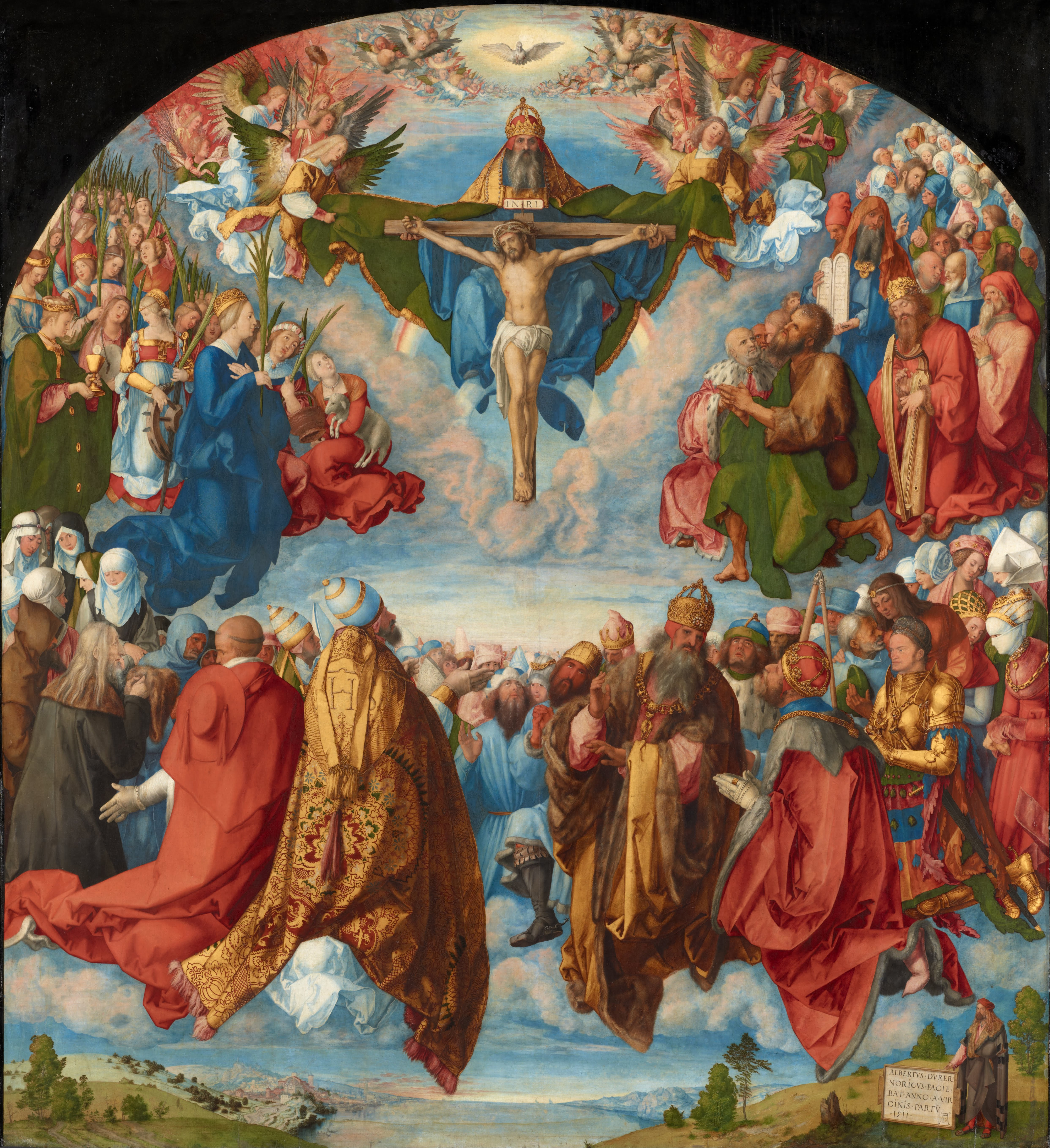
Congregació dels sants i dels arcàngels en el cel, per Albrecht Dürer.

Tant pel mètode, com pel seu valor crític, la col·lecció mereix ser dividida en dues parts, corresponents a dues èpoques diverses.

### Primera època
Transcorre de 1643 a 1883 i comprèn els toms dels mesos gener a octubre, que mantenen una relativa uniformitat, encara que el valor d'aquestes pàgines no és del tot homogeni, resultant en ocasions pesades a causa de les disquisicions erudites i no sempre pertinents. En general, la part del commentarius, dedicada al culte del sant i que reuneix els testimoniatges litúrgics i monumentals o de qualsevol altre tipus relacionats amb l'anomenada glòria pòstuma del sant, resulten encara avui de gran utilitat.

### Segona època
Des de 1883 a l'actualitat, comprèn els quatre toms de novembre, en els quals venen estudiats els sants dels 10 primers dies del mes. Aquest grup ha estat estudiat d'acord amb els nous principis de crítica hagiogràfica que va introduir el pare De Smedt l'any 1876:
- Publicar tots els textos hagiogràfics localitzables, prescindint del seu valor històric; aquest principi havia estat ja enunciat anteriorment, però mai havia entrat en vigor.
- L'edició crítica s'ha de basar en el coneixement científic i l'anàlisi de tots els manuscrits, i ha de tenir en compte el seu origen i grup, aplicant els criteris de la moderna crítica de textos.